# Ormoy-Villers
Ormoy-Villers és un municipi francès, situat al departament de l'Oise i a la regió dels Alts de França. L'any 2007 tenia 642 habitants.

## Demografia

### Població
El 2007 la població de fet d'Ormoy-Villers era de 642 persones. Hi havia 234 famílies de les quals 44 eren unipersonals (24 homes vivint sols i 20 dones vivint soles), 81 parelles sense fills, 93 parelles amb fills i 16 famílies monoparentals amb fills.
La població ha evolucionat segons el següent gràfic:
Habitants censats

### Habitatges
El 2007 hi havia 249 habitatges, 237 eren l'habitatge principal de la família, 3 eren segones residències i 9 estaven desocupats. 244 eren cases i 4 eren apartaments. Dels 237 habitatges principals, 211 estaven ocupats pels seus propietaris, 18 estaven llogats i ocupats pels llogaters i 7 estaven cedits a títol gratuït; 10 tenien dues cambres, 27 en tenien tres, 66 en tenien quatre i 133 en tenien cinc o més. 178 habitatges disposaven pel capbaix d'una plaça de pàrquing. A 92 habitatges hi havia un automòbil i a 122 n'hi havia dos o més.

### Piràmide de població
La piràmide de població per edats i sexe el 2009 era:
| Homes | Edats   | Dones |
| ----- | ------- | ----- |
| 4     | 95 o +  | 0     |
| 0     | 90 a 94 | 4     |
| 0     | 85 a 89 | 4     |
| 0     | 80 a 84 | 0     |
| 4     | 75 a 79 | 4     |
| 20    | 70 a 74 | 16    |
| 8     | 65 a 69 | 12    |
| 24    | 60 a 64 | 20    |
| 4     | 55 a 59 | 12    |
| 12    | 50 a 54 | 12    |
| 12    | 45 a 49 | 24    |
| 40    | 40 a 44 | 36    |
| 36    | 35 a 39 | 24    |
| 40    | 30 a 34 | 28    |
| 8     | 25 a 29 | 16    |
| 4     | 20 a 24 | 8     |
| 20    | 15 a 19 | 20    |
| 20    | 10 a 14 | 36    |
| 28    | 5 a 9   | 48    |
| 4     | 0 a 4   | 12    |

## Economia
El 2007 la població en edat de treballar era de 415 persones, 304 eren actives i 111 eren inactives. De les 304 persones actives 278 estaven ocupades (147 homes i 131 dones) i 26 estaven aturades (8 homes i 18 dones). De les 111 persones inactives 34 estaven jubilades, 43 estaven estudiant i 34 estaven classificades com a «altres inactius».

### Ingressos
El 2009 a Ormoy-Villers hi havia 230 unitats fiscals que integraven 644 persones, la mediana anual d'ingressos fiscals per persona era de 20.747 €.

### Activitats econòmiques
Dels 20 establiments que hi havia el 2007, 1 era d'una empresa alimentària, 1 d'una empresa de fabricació d'altres productes industrials, 6 d'empreses de construcció, 2 d'empreses de comerç i reparació d'automòbils, 3 d'empreses de transport, 1 d'una empresa d'hostatgeria i restauració, 3 d'empreses immobiliàries, 1 d'una entitat de l'administració pública i 2 d'empreses classificades com a «altres activitats de serveis».
Dels 8 establiments de servei als particulars que hi havia el 2009, 2 eren tallers de reparació d'automòbils i de material agrícola, 1 guixaire pintor, 1 fusteria, 3 lampisteries i 1 agència immobiliària.
L'únic establiment comercial que hi havia el 2009 era una fleca.
L'any 2000 a Ormoy-Villers hi havia 4 explotacions agrícoles.

## Equipaments sanitaris i escolars
El 2009 hi havia una escola elemental integrada dins d'un grup escolar amb les comunes properes formant una escola dispersa.

## Poblacions més properes
El següent diagrama mostra les poblacions més properes.